# Alloblennius pictus
Alloblennius pictus är en fiskart som först beskrevs av Lotan, 1969.  Alloblennius pictus ingår i släktet Alloblennius och familjen Blenniidae. Inga underarter finns listade i Catalogue of Life.